# Steinbach am Glan
Steinbach am Glan település Németországban, Rajna-vidék-Pfalz tartományban. Lakosainak száma 894 fő (2023. december 31.).

## Népesség
A település népességének változása:
| Lakosok száma | 987  | 882  | 869  | 873  | 905  | 894  |
|               | 1975 | 2017 | 2019 | 2021 | 2022 | 2023 |